# Carlo Felice Cillario
Carlo Felice Cillario, nato Carlo Felix Cillario (San Rafael, 7 febbraio 1915 – Bologna, 13 dicembre 2007), è stato un direttore d'orchestra italiano.
Nel corso della lunga carriera diresse in tutti i principali teatri di Europa, Stati Uniti, Sud America e Australia, collaborando con i più celebri cantanti e registi dell'epoca. Fu inoltre uno dei più importanti artefici della creazione e sviluppo di Opera Australia

## Biografia

### Primi anni e formazione
Dopo la nascita in Argentina, rientrò con la famiglia in Italia nel 1923. Qui iniziò precocemente la sua formazione musicale presso il Conservatorio di Bologna G.B. Martini, studiando violino con Angelo Consolini e composizione con Cesare Nordio. Si diplomò nel 1932 con il Premio Tonolla, un riconoscimento riservato agli studenti più talentuosi. Già da adolescente si esibiva in concerti pubblici, guadagnandosi una reputazione come violinista promettente. Nel 1934, vinse il prestigioso Premio Nicolò Paganini al Concorso Nazionale per violinisti, un risultato che gli permise di perfezionarsi con maestri come Arrigo Serato all'Accademia Chigiana di Siena e all'Accademia di Santa Cecilia a Roma, e di esibirsi in numerose città italiane nel corso degli anni 30. Fra le varie esibizioni, tenne un importante concerto nel 1935 al Quirinale alla presenza della Principessa Maria Giuseppina di Savoia. Nonostante il successo come violinista, nel 1943, a Odessa, durante una partita di pallone con alcuni ragazzi russi, subì un infortunio al polso che lo spinse a dedicarsi alla direzione d'orchestra, anche su stimolo dell'amico e collega Francesco Molinari Pradelli. Successivamente, si rese conto che avrebbe potuto riprendere completamente il dominio dello strumento, ma decise di proseguire il percorso avviato.

### Debutto, primi anni di direzione e rientro in Italia
Il debutto come direttore d'Orchestra avvenne con Il Barbiere di Siviglia a Odessa nel 1942, dove per un breve periodo di tempo insegnò anche violino presso il conservatorio della città. Durante la seconda guerra mondiale ritornò in Argentina dove fondò e diresse l'Orchestra Sinfonica dell'Università di Tucuman, e negli anni svolse varie tournée in Sud America, fra cui a Buenos Aires e a Città del Messico.
Dopo il suo ritorno in Italia alla fine della guerra, fondò l'Orchestra da Camera di Bologna nel 1946. A partire dal 1953 diresse numerosi concerti sinfonici a Bologna, fra cui alcuni con la moglie e rinomata pianista Vittoria Genoveanu. Successivamente, nell'opera debuttò al Teatro Comunale di Bologna con La dama di picche nel 1957. Fra gli anni cinquanta e sessanta fu estremamente attivo fra l'Angelicum di Milano, dove divenne direttore residente, e l'Accademia di Santa Cecilia di Roma. Progressivamente, si specializzò nella direzione di opere liriche, dirigendo nei teatri d'opera di Bologna, Roma, Torino, Firenze, Parma, Venezia, Milano e in altri ancora. Presto fece il suo debutto in Europa, ad Atene, Berlino, Oslo, Parigi, Lisbona, Amburgo, Monaco, Barcellona e numerose altre città.

### La consacrazione internazionale
Nel 1961 debuttò in Inghilterra, al Glyndebourne Festival Opera in L'elisir d'amore, con regia di Franco Zeffirelli, e negli Stati Uniti alla Lyric Opera of Chicago in Don Carlo, dirigendo successivamente Il barbiere di Siviglia, La Cenerentola, La favorita e La bohème. Nel 1964 debuttò alla Royal Opera House a Londra (Covent Garden), su espressa richiesta di Maria Callas, dirigendola per un ritorno sulle scene nella famosa serie di 7 recite di Tosca con Tito Gobbi, con regia di Franco Zeffirelli, in quello che sarà poi considerato uno dei più celebrati concerti nella carriera della "Divina". Il concerto rappresenta uno dei momenti iconici della storia dell'opera lirica: folle di persone avevano fatto giorni di coda per vedere la cantante, che al termine della prima serata inaugurale rispose con 27 chiamate sul palcoscenico e un'ovazione durata quaranta minuti. Lo spettacolo assunse un alone di leggenda, e fu successivamente trasmesso in televisione.
Tornò poi nel 1965 al Covent Garden per dirigere Luciano Pavarotti e Renata Scotto nella Traviata, e nello stesso anno debuttò alla Carnegie Hall di New York, dirigendo per la prima volta Montserrat Caballé, di cui divenne uno dei direttori preferiti, dirigendola in numerose diverse collaborazioni fra cui al Teatro alla Scala di Milano (1971 - Maria Stuarda), a Madrid, New York, Barcellona e al suo debutto al Covent Garden nel 1972 (La traviata) con Nicolai Gedda e Victor Braun), e al Metropolitan Opera House nel 1973 (Norma). A Cillario è stato attribuito poi il merito di aver persuaso la Caballé a cantare il repertorio del bel canto, per il quale ha poi avuto il riconoscimento internazionale. 
 Cillario debuttò alla San Francisco Opera nel 1970 (Tosca) e alla Metropolitan Opera House a New York nel 1972 (La sonnambula). Fra gli anni sessanta e settanta diresse in tutti i maggiori teatri d'Europa e in numerosi teatri negli Stati Uniti e in sud America. Tra gli altri concerti celebri, la Tosca con regia di Franco Zeffirelli al MET di New York con Luciano Pavarotti e Monserrat Caballé. Negli stessi anni fu inoltre presenza costante in Sud America, ed in particolare al Teatro Colon di Buenos Aires. 
Diresse poi in numerose occasioni artisti di primo piano della storia della lirica mondiale, tra cui Luciano Pavarotti, Renata Tebaldi, Mirella Freni, Joan Sutherland, Renata Scotto, Luigi Alva, Franco Corelli e molti altri, e collaborò ripetutamente con registi quali Luchino Visconti e Franco Zeffirelli.
A partire dalla fine degli anni Ottanta, ridusse radicalmente gli impegni europei, pur dedicandosi ancora ad alcune collaborazioni, specialmente in Svezia e in Norvegia, dove fu consigliere artistico dell'Opera Reale di Oslo. Consolidò un rapporto continuativo con la Royal Swedish Opera di Stoccolma e con vicino teatro storico di Drottningholm, dove ciascuna recita prevedeva l'utilizzo di costumi del XVIII secolo, sia per cantanti che per i musicisti. La principale riduzione delle collaborazioni europee è probabilmente dovuta allo sviluppo consistente della collaborazione con l'Australian Opera. Ricevette in varie occasioni il Grand Prix du Disque a Parigi.

### Il rapporto trentennale con Opera Australia
Insieme a Tito Gobbi, che lo coinvolse in una tournée nel paese, debuttò nel 1968 in Australia con l'Elizabethan Opera Trust, ad Adelaide, Melbourne e Sydney. Strinse un legame profondo con l'Australia, tornando per vari anni a dirigere, ma interrompendo poi la collaborazione per difficoltà a coordinare tali attività con la carriera internazionale ormai consolidata negli anni settanta. Il rapporto tornò a intensificarsi a partire dagli anni ottanta. Iniziò infatti un lungo e prospero sodalizio con quella che poi divenne l'Opera Australia. Rifiutò tuttavia il ruolo di direttore stabile, per poter rientrare liberamente nel continente europeo. Fu nominato direttore principale ospite della Sydney Opera House, a cui dedicò gran parte della propria attività professionale fino agli ultimi anni di vita. Nel corso di un trentennio contribuì profondamente allo sviluppo dell'ambiente musicale australiano, favorendone la crescita qualitativa e il posizionamento nel contesto internazionale. Nel 2000 diresse Tosca nella data inaugurale di un ciclo di manifestazioni dedicate ai Giochi Olimpici di Sydney. Si ritirò nel 2003 dopo una serata di gala conclusiva della lunga carriera.

### Vita privata e ultimi anni
Cillario sposò nel 1945 a Bucarest la pianista Victoria Genoveanu, con la quale ebbe due figli. Nonostante la sua intensa attività internazionale, mantenne sempre un forte legame con Bologna e con la città di Castel San Pietro Terme, dove a seguito del ritiro trascorse gli ultimi anni della sua vita dedicandosi alla composizione e alla scrittura. Tra le sue opere principali figurano Variazioni su un tema egizio, Fantasia e Fuga per quartetto d'archi, e una serie di memorie sui più importanti artisti, musicisti e personaggi incontrati durante la sua carriera. Morì a Bologna il 7 dicembre 2007 all'età di 92 anni.

## Discografia
- Puccini: Tosca - Maria Callas/Tito Gobbi/Renato Cioni Royal Opera House/ Carlo Felice Cillario
- Bellini: Norma - Montserrat Caballé/London Philharmonic Orchestra/Carlo Felice Cillario, 1973 Sony
- Donizetti: L'elisir d'amore - Mirella Freni/Luigi Alva/Emily Maire/Enzo Sordello/Sesto Bruscantini/Carlo Felice Cillario/Royal Philharmonic Orchestra/The Glyndebourne Chorus, Glyndebourne Enterprises
- Massenet: Werther - Coro e Orchestra del Teatro Verdi di Trieste/Carlo Felice Cillario, 1959 Archipel
- Perosi: Il Natale del Redentore - Mirella Freni/Orchestra dell'Angelicum di Milano/Carlo Felice Cillario, Musica Viva
- Ponchielli: La Gioconda - Lucille Udovich/Flaviano Labò/Aldo Protti/Norman Scott/Mignon Dunn/Luisa Bartoletti/Tullio Gagliardo/Italo Pasini/Carlo Felice Cillario, Bongiovanni